# شربت‌خانه
شربت‌خانه، محلی برای نوشیدن شربت بوده‌است.

## تاریخچه
در گذشته، اغلب شهرها و روستاهای ایران دارای فضاهای گردهمایی نظیر شربت خانه‌ها بودند که مردم برای گفتگو و استراحت موقت در این اماکن گرد هم می‌آمدند، شربتی م یآشامیدند و در باب موضوعات محلی روز مذاکره م یکردند. در همین اماکن بود که ایرانیان با ذوق و اشتیاق وافر به اشعار و داستان‌های شاهنامه گوش فر ام یدادند. در خصوص قدمت و اینکه از چه زمانی شربت خانه‌ها در ایران آغاز به کار کردند اطلاعات درستی در دست نیست. با این حال، گمان می‌رود نخستین شربت خانه‌ها پس از ظهور اسلام و منع مذهبی نوشیدن شراب، در دوره سلطنت تیمور در شهر سمرقند پدید آمد و در زمان شاه اسماعیل صفوی به اوج رسید و در نهایت در همان دوره با آمدن قهوه رو به زوال رفت. همراه با رسم شربت نوشی در دربار صفوی، شغل شربت دار باشی نیز پدید آمد و از مناصب مهم درباری شد.
شربت خانه، همانطور که از عنوانش پیداست، محل نوشیدن شربت بوده‌است. شهرهایی مثل سمرقند و اصفهان از مراکز مهم شکل‌گیری شربت خانه‌ها بودند. آن‌ها بخشی از نیازهای جامعه را برطرف می‌کردند و مردم در این مکان‌ها به تبادل نظرهای فرهنگی و اجتماعی می‌پرداختند. مردم از هر صنف و گروه هرروز پس از دست کشیدن از کار روزانه در شربت خانه‌ها جمع می‌شدند و ساعت‌ها به گفتگو باهم می‌پرداختند. برای اول بار شاهنامه‌خوانی در شربت‌خانه‌ها رواج یافت. شاهنامه خوانی مکتبی برای انتقال فرهنگ و ادب ایرانیان، و آموزش آداب و رسوم زندگی گذشتگان به توده مردم بود.
دکتر پولاک معلم طب و جراحی در سفرنامه خود در توضیح واژه شربت آورده‌است: «شربت عصاره‌ای ترش است که آن را با قند می‌آمیزند و قوام می‌آورند و به هنگام نوشیدن با آب یخ مخلوط می‌کنند. این مشروب طرف توجه ایران یهاست. بر حسب اجزای گوناگونی که به کار برده م یشود شرب تهای مختلف می‌توان ساخت از قبیل شربت سرکه، ریواس، لیمو، انار، غوره، به، آلبالو، تمر، زرشک و غیره» (پولاک، ۹۰:۱۳۶۸) در جلد ۹ لغت‌نامه دهخدا در توضیح واژه شربت خانه آمده‌است: اتاقی که در آن شربت و امثال آن است، جای نگهداری شربت‌ها.

## سیر تاریخی شربت و شربت خانه
در گذشته در اغلب شهرهای ایران شرب تخان ه‌های عمومی بوده که مردم جهت رفع خستگی به آنجا می‌رفتند و شربت‌های گوارا و دلچسبی می‌نوشیدند. شربت از شیره انگور، شکر و انگبین تهیه می‌شده و عال یترین نوع آن در اصفهان بوده‌است. در فصل تابستان که هوا رو به گرمی می‌رفت، شرب تخان ه‌ها به فضای با غها نقل مکان می‌کردند. در با غها کارکنان شرب تخان ه‌ها با صداییخوش نظر مردم را به خود جلب می‌کردند و سفارش‌ها آن‌ها را )۲۵۲–۲۵۳: به گوش شرب تدارها می‌رسانیدند) داون، ۱۳۷۰، ج ۱ با بررسی متون تاریخی و سفرنام ه‌های جهانگردان دوره تیموری ،» دلاواله « همچون کلاویخو؛ دوره صفوی همچون ،» سانسون « و» کمپفر « ،» شاردن « ،» تاورنیه «،» اولئاریوس « و نیز دوره قاجار همچون هانری رنه دآلمانی یکی از مهم‌ترین عوامل ایجاد شربت خانه‌ها را می‌توان علاقه ایرانیان به شاهنامه فردوسی دانست؛ چر اکه با ترویج شاهنامه خوانی توسط شاه اسماعیل، شنیدن داستان‌ها و اشعار شاهنامه تفریح عمومی مردمان ایران شد. در تمام شهرها و روستاهای ایران مردم در اوقات فراغت خود گرد هم می‌آمدند و داستان‌های شاهنامه را می‌شنیدند یا اگر یکی از آن‌ها صدایی خوش داشت، اشعار شاهنامه را می‌خواند. شرحداستا نهای شاهنامه توسط نقالان شربت خانه‌ها انجام می‌گرفت. بازار بعضی از نقالان به قدری داغ بود که در فصل تابستان در مید ا نهای عمومی شهر سرگذشت‌های شاهنامه را نقل می‌کردند و در زمستان به علت سردی هوا ناگزیر به شربت خانه‌ها منتقل می‌شدند. همین نقالان شاهنامه از عوامل وحدت ملی ایران شدند. نقالان معمولاً روی سکویی گرد، (داون، ۱۳۷۰ :۲۲۴–۲۲۵، ج ۲)نیمه گرد یا چهارگوش، که از الوار چوبی یا آجر، و یک چارک تانیم متر بالاتر از کف شربت خانه یا قهوه‌خانه ساخته شده بود می‌رفتند و نقل م یگفتند. به هنگامی که نقال نقل می‌گفت مردم در پیرامون یا در سه طرف سکو، که آن را اصطلاحاً تخت می‌خواندند، می‌نشستند و به داستان‌هایش گوش می‌دادند (بلوکباشی، ۱۳۷۵: ۸۷)

## معماری شربت خانه
محفل شربت خانه‌ها در ایران از سابقه طولانی برخوردار است. این بن اها عموماً در مکانی احداث م یشدند که جمعیت زیادی در آن رفت‌وآمد داشتند. برای نمونه می‌توان به شربت خانه‌هایی در راسته بازارها (بازار قیصریه اصفهان)، با غها (باغ امیر طبس)، خانقاه‌ها (خانقاه سید واقف نطنز)، آرامگاه‌ها (آرامگاه شیخ صفی الدین در اردبیل)، تکایا (تکیه ملاباشی تبریز)، حسینیه‌ها (حسینیه امین یهای قزوین) و آب انبارها (آب انبارجهرم) اشاره کرد. با بررسی شربت خان ه‌های موجود م یتوان آن‌ها را از نظر عملکردی به دو دسته حکومتی و مردمی دست هبندی کرد:
- شربت خانه‌های حکومتی
- شربت خانه شاهی سر در قیصریه بازار اصفهان

سر در قیصریه بازار اصفهان واقع در شمال میدان نقش جهان در سال ۱۰۲۹ ه‍.ق و به دستور شاه عباس اول بنا شده‌است. فضاهای داخلی طبقه اول سر در قیصریه زمانی مشتمل بر تالارهای متعدد و زیبایی موسوم به شربت خانه بوده‌است که در ایام خاصی، از آن برای پذیرایی میهمانان پادشاه قبل از اینکه به حضور شاه برسند استفاده می‌شده و سایر مواقع نیز به عنوان محلی عمومی یا مخصوص اعیان و اشراف و برای گذراندن اوقات فراغت بوده‌است (اصلانی، ۱۳۷۶:۲۱۶). از ورودی‌های مجموعه در گذشته می‌توان به ورودی بازار کفا شها، بازار قنادها، دالان سرای شلّه و نیز ورودی‌های اتاق‌های دایره و مستطیل شکل طرفین اتاق میانی که از طریق حجره‌های بالایی بازار قیصریه به کاروانسرا و ضرابخانه شاهی متصل می‌شده اشاره کرد؛ هم‌اکنون تنها ورودی بازار کفاش‌ها و سرای شله باقی‌مانده‌است. نکته حایز اهمیت آن است که شربت خانه شاهی در عین دار بودن ورودی‌های متعدد، با توجه
به کاربری حکومتی اش، فاقد ورودی شاخص دعوت‌کننده‌ای متناسب با شکوه و عظمت آن بوده‌است. این شربت خانه از لحاظ پلان و تقسیمات فضایی حایز اهمیت است و در عین قرینگی، ناقرینه است. اصلی‌ترین فضای شربت خانه اتاق سه دری میانی است که از طریق آن عظمت و شکوه میدان نقش جهان و بازار قیصریه قابل رؤیت است. این اتاق دارای تزیینات زیبایی است که از مهم‌ترین آن‌ها تنگ بری‌های قسمت‌های ازاره به بالا را باید ذکر کرد که علاوه بر بعد تزییناتی، محلی برای قراردادن ظروف و اسباب شربت خانه بوده‌است. سایر عناصر تزیینی عبارت است از: پنجره‌های مشبک چوبی، مقرنس‌های گچی و کشته بری با نقوش گیاهی و اسلیمی در عرقچین سقف در سمت چپ اتاق میانی اتاقی است که به جهت پلان دایره‌ای شکل آن به اتاق استوانه‌ای موسوم است و به لحاظ معماری و عناصر تزیینی قابل توجه است. این اتاق تنها اتاق مجموعه است که دارای بخاری دیواری است و این احتمال می‌رود که خلوت
و فضایی خصوصی برای اقامت موقت چند ساعتی بوده باشد. از تزیینات این اتاق نیز می‌توان از تنگ بری‌ها، تزیینات روی دوال با طرح زیبای مداخل، بخاری دیواری، پنجره‌های مشبک چوبی و رسم یبندی سقف نام برد از دیگر اتا قهای مجموعه شربت خانه می‌توان به اتاق مستطیل شکل در جانب راست اتاق میانی اشاره کرد که نسبت به دو اتاق میانی و استوانه‌ای ساد هتر و دارای تزییناتی چون تاقچه بند یها، پنجره مشبک چوبی و رسمی بندی سقف است. سایر اتاق‌ها ساده و بی تزیین هستند و از کاربری آن اطلاعات صحیحی در دست نیست. شربت خانه علاوه بر اتاق‌های متعدد، دارای چهار ایوان مشرف بر فضای جلوخان بازار قیصریه جهت بهره‌گیری از فضای باز نیز است.
- شربت خانه باغ امیر طبس

باغ امیر بر شمالی خیابان گلشن طبس واقع شده‌است. بنای این باغ از دو قسمت اندرونی و بیرونی تشکیل شده‌است. برخلاف سایر بناهای قدیمی ایران، بیرونی این بنا بزرگتر از اندرونی و دارای فضاهای مستقل بسیاری است. علت این امر چنین توجیه شده که قسمت بیرونی علاوه بر پذیرایی، دارای جنب ه‌های اداری و حکومتی نیز بوده و امیر اسدالله خان، حاکم وقت طبس، از این قسمت برای خدمه اداری و میهمانان حکومتی استفاده می‌کرده‌است. در قسمت بیرونی، در گوشه جنوب غربی میانسرا، اتاقی قرار داشته که شربتخانه نامیده م یشده‌است) دانشدوست، ۱۳۷۶:۲۰۷). راه ورود به شربت خانه، پس از عبور از میانسرا و دالانی مستقیم، از طریق دالانی باریک‌تر با مسیری شکسته است. شربت خانه فضایی است مرکزی با قاعده هشت و نیم هشت که صفه‌هایی
در جوانب دارد. سقف آن دارای پوشش رسمی بندی زیبایی است و در میان آن هورنو قرار دارد که با ورود نور به داخل، فضایی مطبوع و دلنشین ایجاد می‌کند.

## شربت خانه‌های مردمی
- شربت خانه خانقاه سید واقف نطنز

شربت خانه خانقاه واقع در باغی در نزدیکی خانقاه افوشته نطنز، برای پذیرایی از عزاداران امام حسین در ده ه‌های محرم استفاده م یشده‌است. ساختمان مربوط به دوره تیموری است و در سال ۸۷۶ ه‍.ق ساخت آن به همراه تزییناتش پایان یافته‌است. این بنا در عصر سید واقف به نام چهارصفه مشهور بوده و اصطلاح شربتخانه در سد ه‌های بعدی به آن گفته شده‌است. ساختمان شربتخانه در حال حاضر وضعیت مناسبی ندارد و بقایای آن نمایانگر دو طبقه بودن این ساختمان در زمان گذشته‌است. از طبقه دوم جز دیواری کوتاه با پوشش کاش یهای ش شبر و جای حوضی کوچک چیز دیگری به جای نمانده‌است. حوض طبقه دوم که بر وسط سقف طبقه اول یا بام فضای مرکزی بنا شده بود طرحی شبیه حوض موجود در ایوان ساختمان عالی قاپوی اصفهان داشته و به احتمال زیاد آب آن از طریق لول ه‌های سفالین بهگویش محلی تنبوشه (از قنات هودجه که در محله بالای افوشته. جریان داشته، تأمین م یشده‌است (اعظم واقفی، ۱۳۷۹:۵۹–۶۰) ساختمان طبقه اول شربت خانه شامل فضای مرکزی چهار گوش و چهار گوشوار هشت بر در چهار گوش آن است. چهار ایوان در چهار جبهه بنا قرار داشته ورودی گوشوارها در ایوان‌ها قرار داشته و هر گوشوار علاوه بر در ورودی ایوان، دو در دیگر به خارج ساختمان داشته‌است. از تزیینات بنا می‌توان به کاشیکاری با کاشی‌های شش ضلعی آبی و سیاه رنگ، و نیز رسمی بندی سقف اشاره کرد.
- شربت خانه آرامگاه شیخ صف یالدین اردبیلی

در گزارش کاوش در بخش غربی مجموعه شیخ صفی الدین اردبیلی به شربت خانه‌ای اشاره شده که نقش مهمی در نشان دادن طبع متقی و گشاده‌دست شاه داشته و محل پختن حلواها و شیرینی‌های ایرانی و درست کردن شربت به خصوص هنگام مراسم مذهبی بوده‌است. متأسفانه این بنا در زمان قاجار کاربری
خود را از دست داده و به اصطبل تبدیل شده بود. در این گزارش چنین آمده‌است: "ضمن ادامه حفاری و خاکبرداری بخشی از یک واحد بنای آجری پیش از صفوی که بعداً مشخص شد که یک بنای هشت ضلعی شامل فضای مرکزی و شش زاویه و رواق است، کشف و شناخته شد. این بنا تماماً از آجرهای مربع شکل و ملات گچ شکل گرفته‌است. هشتی از یک فضای مرکزی چند وجهی و شش حجره و رواق تشکیل شده‌است … مساحت بنای هشتی گرچه زیاد نیست، اما پلان بسیار جالب و بدیعی دارد. معمار این بنا با حفظ اصول معماری قرن هشتم و نهم هجری به نوآوری‌هایی دست زده و اثری کاملاً متفاوت از دیگر بناهای مجموعه به وجود آورده است. پلان این بنا مانند اکثر بناهای مجموعه شیخ صفی هشت ضلعی است و می‌دانیم که هشت ضلعی پلان ایدئال مجموعه بوده‌است. دو ضلع از هشت ضلع بنای هشتی یعنی اضلاع شمال شرق و جنوب شرقی که دو جنب ورودی به هشتی است، به شکل دیوار صاف و نمای کم سطح قرنیزدار ساخته شده ولی شش ضلع دیگر دارای رواق و نشیمن گاه‌های گود است که تا قهای خیلی کوتاه آن را پوشش داده است. هشتی پلان منظم و با قاعده‌ای ندارد. رواق‌ها و زاویه‌های آن از نظر مساحت کاملاً قرینه نیستند. سه حجره شمالی و شرقی و غربی هم اندازه و قرینه‌اند و دو رواق شمال غربی و جنوب شرقی مساحتی بیشتر از دیگر حجرات دارند. رواق جنوبی کاملاً تخریب شده و حتی دیوارها نیز از بین رفته است، اما می‌توان حدس زد که قرینه رواق روبروی آن یعنی رواق شمالی بوده‌است در متن صری حالملک و نقشه مورتون از این محل به عنوان یاد شده‌است. صری حالملک تصریح دارد که :» شربت خانه «(شربت خانه در پهلوی چشمه فیض آسا لطف که مفتح آن محوطه است. مشتمل بر حوض و محل طبخ حلاوه و ایوانی رو به غرب و بعد از آن شربت خانه و حجرات تابعه آن) (موسوی، ۱۳۷۸: ۴۱۵–۴۱۶).